# Liste der Monuments historiques in Remoncourt (Vosges)
Die Liste der Monuments historiques in Remoncourt führt die Monuments historiques in der französischen Gemeinde Remoncourt auf.

## Liste der Immobilien
| Bezeichnung    | Beschreibung           | Standort          | Kennzeichnung | Schutzstatus | Datum | Bild           |
| -------------- | ---------------------- | ----------------- | ------------- | ------------ | ----- | -------------- |
| Kirche St-Rémi | ab dem 12. Jahrhundert | Grande Rue (Lage) | PA00107258    | Classé       | 1990  | weitere Bilder |

## Liste der Objekte
| Bezeichnung                                         | Beschreibung                                                  | Standort                     | Kennzeichnung | Schutzstatus | Datum | Bild |
| --------------------------------------------------- | ------------------------------------------------------------- | ---------------------------- | ------------- | ------------ | ----- | ---- |
| Skulptur Heiliger Sebastian                         | Holz, farbig gefasst, 18. Jahrhundert                         | in der Kirche St-Rémi (Lage) | PM88001720    | Inscrit      | 2010  |      |
| Zwei Skulpturen: Heiliger Abdon und Heiliger Sennen | Holz, farbig gefasst, 17. Jahrhundert                         | in der Kirche St-Rémi (Lage) | PM88001718    | Inscrit      | 2010  |      |
| Zwei Seitenaltäre                                   | Holz, farbig gefasst und vergoldet, Ende des 18. Jahrhunderts | in der Kirche St-Rémi (Lage) | PM88001717    | Inscrit      | 2010  |      |
| Skulptur Madonna mit Kind                           | Holz, farbig gefasst, 18. Jahrhundert                         | in der Kirche St-Rémi (Lage) | PM88001719    | Inscrit      | 2010  |      |
| Kruzifix                                            | Holz, farbig gefasst, 16. Jahrhundert                         | in der Kirche St-Rémi (Lage) | PM88001721    | Inscrit      | 2010  |      |